# Francesco Maidalchini

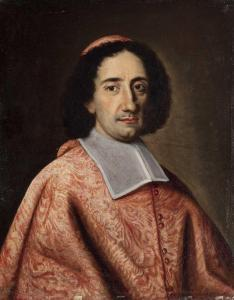
Franceso Kardinal Maidalchini (Porträt von Pietro Paolo Vegli, zw. 1640 und 1692)

Kardinalswappen

Francesco Maidalchini (* 21. April 1631 in Viterbo; † 13. Juni 1700 in Nettuno) war ein italienischer Kardinal.

## Biografie
Er wurde am 21. April 1631 in Viterbo als Sohn von Andrea Maidalchini und Pacifica Feliziani geboren. Als Neffe von Olimpia Maidalchini konnte er dank dieses Einflusses eine bemerkenswerte kirchliche Karriere durchlaufen, die ihn bald zum Kardinalat führte. Er war der Onkel von Kardinal Fulvio Astalli.
Obwohl die Vetternwirtschaft nach den Reformen des frühen 16. Jahrhunderts durch Papst Julius II. offiziell abgeschafft wurde, hatten die damaligen Päpste immer noch eine gewisse Tendenz, bestimmte Persönlichkeiten der päpstlichen Kurie zu bevorzugen. Gerade Maidalchini genoss als Neffe der Schwägerin von Papst Innozenz X. diesen Einfluss. Nach dem Verzicht von Camillo Francesco Maria Pamphili auf das Kardinalat, um Olimpia Aldobrandini zu heiraten, konnte er in das Amt des Kardinalnepoten eintreten und war bis zur Erhebung von Kardinal Sigismondo Chigi durch Clemens IX. der jüngste italienische Kardinal.
Noch bevor er die Würde eines Kardinals erhielt, wurde er zum Kommendatarabt der Abteien San Martino e San Gaudenzio in Rimini und San Pancrazio fuori le mura in Rom ernannt. Er erhielt den Titel eines Kanonikers des Petersdoms in Rom.
Seine Anwesenheit am päpstlichen Hof wurde jedoch von den meisten nicht geschätzt, und der Schriftsteller Gregorio Leti beschrieb ihn wie folgt:

“... un'espressione stupida, con nemmeno l'apparenza di un uomo, con nessuna esperienza nelle cose del mondo, ignorante nelle lettere e incapace di apprendere, brutale nelle parole e nei fatti, malfatto nel corpo e nella mente, ricettacolo delle peggiori qualità popolari...”

„... ein dummer Ausdruck, nicht einmal das Aussehen eines Mannes, ohne Erfahrung in den Dingen der Welt, unwissend in der Literatur und unfähig zu lernen, brutal in Worten und Taten, böse gemacht in Körper und Geist, Sammlung der schlimmsten bekannten Eigenschaften ...“

Trotz dieses Rufs und der Tatsache, dass der Pontifex ihn nicht als gültiges Element betrachtete, war er dennoch ein Mitglied der päpstlichen Familie innerhalb des Kardinalskollegiums. Seine Position seinerseits garantierte ihm eine Reihe von beständigen Ehrungen. Am 7. Oktober 1647 wurde er Konsistorium zum Kardinal erhoben und erhielt zunächst die Diakonie Sant'Adriano al Foro (16. Dezember 1647) und entschied sich später für die Titelkirche San Pancrazio, die am 5. Mai 1653 pro illa vice verliehen wurde. Am 23. März 1654 wechselte er zum Diakonat von Santa Maria in Portico Campitelli und nahm mit diesem Titel am Konklave von 1655 teil, das Papst Alexander VII. wählte.
Ohne einem seiner Rolle angemessenen politischen Wissen wurde Maidalchini von den Kardinälen Giovanni Giacomo Panciroli und Domenico Cecchini ausgebildet. Im Wesentlichen blieb ihm jedoch nur eine schwache politische Position. Einerseits hielt ihn seine Tante unter ihrer strengen Aufsicht, um zu verhindern, dass er zu viel Macht oder Einfluss auf sie ausübte, und verlangte sogar, dass er mit ihr im Palazzo Pamphilj auf der Piazza Navona und nicht in den päpstlichen Palästen residierte. Auf der anderen Seite hatten die direkten Neffen des Papstes eine klare Opposition zu Francesco, da sie ihn als „adoptierten“ Kardinalneffen betrachteten und keine Beziehungen zu ihm haben wollten.
Am 11. Oktober 1666 erhielt er die Titeldiakonie von Santa Maria in Via Lata und wurde später Kardinalprotodiakon, wobei er das Privileg hatte, persönlich die nächsten drei Päpste auf den päpstlichen Thron zu krönen. Er nahm am Konklave von 1667 teil, in dem Papst Clemens IX. gewählt wurde, und kehrte für das Konklave von 1669–1670, in dem Clemens X. zum Summus Pontifex gewählt wurde, wieder in die Sixtinische Kapelle zurück. Schließlich nahm er am Konklave von 1676 teil, das Papst Innozenz XI. wählte, und am Konklave von 1689, das Papst Alexander VIII. wählte.
Erst im Jahr 1689 wurde Maidalchini zum Priester geweiht und entschied sich – nun im Rang eines Kardinalpriesters – ab dem 19. Oktober 1689 für die Titelkirche Santa Maria in Via. Mit diesem Titel nahm er am Konklave von 1691 teil, in dem Papst Innozenz XII. gewählt wurde, und wählte schließlich den Titel von Santa Prassede (23. Juli 1691).
In der Weihnachtsnacht 1649 öffnete er im Auftrag von Innozenz X. persönlich die Heilige Pforte der römischen Basilika Santa Maria Maggiore und leitete damit das Heilige Jahr von 1650 einleitete. Er hatte nie die Bischofsweihe.
Kardinal Maidalchini starb am 13. Juni 1700 gegen Mittag in Nettuno und wurde am folgenden Tag nach Rom überführt. Hier fanden die Exsequien am 15. Juni statt, und sein Leichnam wurde in der Basilika Sant’Eustachio in Rom beigesetzt.

## Politische Einstellungen
In der politischen Rivalität zwischen Frankreich und Spanien setzte sich Maidalchini zunächst für Spanien ein. Jedenfalls zollten ihm die Führer der spanischen Fraktion in Rom stets wenig Rücksicht und Respekt und so wechselte er die Seiten. Im Konklave von 1655 unterstützte er weiterhin die Mitglieder der spanischen Partei, aber später war er im Kardinalskollegium einer der tatkräftigsten Befürworter des Königreichs Frankreich.